# Église Saint-Philbert de Bouquetot
Pour les articles homonymes, voir Église Saint-Philbert.
L'église Saint-Philibert est une église catholique située à Bouquetot en France.

## Localisation
L'église est située dans le département français de l'Eure dans la commune de Bouquetot.

## Historique
Les parties les plus anciennes de l'édifice sont datées du XIIe siècle et l'édifice est terminé le siècle suivant,.
La tourelle d'escalier est datée du XVe siècle. Des travaux sont réalisées sur les fenêtres aux XVIIe siècle et XVIIIe siècle. Les voûtes sont datables du XIXe siècle.
L'édifice est inscrit au titre des monuments historiques depuis le 17 avril 1926.
La Sauvegarde de l'art français accorde une subvention à la fin des années 1990 pour des travaux sur les maçonneries intérieures ainsi que dans la nef.